# Radicalisme
El radicalisme en el sentit filosòfic pot ser definit com una doctrina política reformista. Proposa la transformació política i social completa en forma gradual. El radicalisme pròpiament dit és un variant del liberalisme clàssic que difon el reformisme en forn la revolució social. Va ser una força política important de centreesquerra a Europa en el segle xix. El millor exemple va ser el Partit Radical i Radical Socialista francès el qual molts grups de diferents països s'inspiraven en el seu programa i organització per crear partits radicals en els seus respectius estats.
El concepte del radicalisme té les seves arrels al del darrer decenni del segle xviii i es va iniciar al segle xix durant la revolució francesa, es va iniciar amb la proposta del comportament jacobí de determinats grups que demanaven un canvi en les estructures socials, a través de les reformes absolutes. A la Gran Bretanya el terme radicalisme va ser introduït pel diputat de la Càmera del Comuns, Charles James Fox el 1797 (En plena revolució francesa) manifestant que l'estat exigia una reforma radical en el sistema electoral, un sufragi universal (En aquell temps el Regne Unit hi havia un sufragi limitat als terratinents). Això va portar a un ús general del terme per identificar tots els moviments de reforma parlamentària. Els radicalistes anglesos s'incloïen dins del partit Whig, posteriorment alguns formarien part del Partit Liberal.